# Asiloidea
Asiloidea Latreille, 1802 è una superfamiglia cosmopolita di insetti dell'ordine dei ditteri, sottordine Brachycera.

## Descrizione
Un carattere comune a tutta la superfamiglia è la presenza, nei pretarsi, dell'empodio, ovvero di un processo sottile, marcatamente diverso dai due pulvilli. Fa eccezione il genere Hilarimorpha, nei quali è assente il processo mediano.
La superfamiglia si presenta tuttavia morfologicamente eterogenea, con corpo di forma e dimensioni svariate, da pochi mm a diversi centimetri, come nel caso dei Mydidae, che comprendono alcuni fra i ditteri esistenti più grandi. Il corpo è spesso peloso ma non presenta setole di particolare sviluppo. Il capo è relativamente piccolo, con antenne di tipo aristato e l'apparato boccale è di tipo pungente-succhiante o succhiante, adattato a due specifici regimi dietetici.  Le zampe sono spesso relativamente lunghe e le ali relativamente strette, con una nervatura abbastanza ricca, ma in diverse famiglie si rileva la tendenza alla riduzione delle ramificazioni della radio e della media e, quindi, ad una semplificazione. La cellula cup è relativamente lunga, con cubito e anale convergenti in prossimità del margine.

## Biologia
Le larve di cui è nota la biologia hanno un regime dietetico zoofago, a spese di altri insetti. L'entomofagia si manifesta in due differenti comportamenti: la maggior parte delle famiglie più rappresentative (Asilidae, Therevidae, Mydidae, Scenopinidae) hanno larve predatrici, mentre i Bombyliidae hanno larve parassitoidi.
Gli adulti presentano invece tre differenti comportamenti trofici. Asilidae e Therevidae sono predatori, mentre gli adulti della maggior parte delle altre famiglie si nutrono di nettare. Gli adulti dei Bombyliidae hanno un regime dietetico specifico, basato sull'assunzione sia di nettare sia di polline, e costituiscono una delle famiglie più importanti, per diffusione e numero di specie, fra i ditteri pronubi.

## Sistematica e filogenesi
Tradizionalmente inclusi fra gli Orthorrhapha, gli Asiloidea costituiscono uno dei problemi più incerti e dibattuti nell'ambito della tassonomia dei Diptera. Questo raggruppamento comprende Brachiceri primitivi ma, nello stesso tempo, con caratteri che li distinguono dalle linee che fanno capo agli Homodactyla (Stratiomyomorpha, Xylophagomorpha, Tabanomorpha e Nemestrinoidea). Le indagini sulla filogenesi concordano sulla posizione degli Asiloidea come clade correlato agli Eremoneura (Empidoidea + Cyclorrhapha), ma sussistono dubbi sul carattere monofiletico all'interno dei singoli taxa, da cui derivano differenti interpretazioni della suddivisione in famiglie. Nei lavori più recenti sono perciò frequenti gli scorpori di sottofamiglie o gruppi di generi da famiglie che in passato avevano un inquadramento tassonomico più esteso, in particolare i Bombyliidae e i Therevidae.
La posizione tassonomica degli Asiloidea è subordinata al criterio usato nella suddivisione dei Brachiceri in infraordini. Diverse fonti inquadrano gli Asiloidea nell'infraordine Asilomorpha, comprendente peraltro le superfamiglie Nemestrinoidea e Empidoidea. Le critiche opposte all'infraordine Asilomorpha risiedono soprattutto nel probabile carattere parafiletico di questo gruppo. A questa interpretazione, che separa nettamente i Muscomorpha dai Brachiceri inferiori, si oppone un'interpretazione più estesa dei Muscomorpha, fra i quali andrebbero inclusi tutti i taxa non appartenenti alle linee più primitive (Stratiomyomorpha + Xilophagomorpha + Tabanomorpha). Questa classificazione risponde meglio alle relazioni filogenetiche intercorrenti fra i Brachiceri primitivi, tuttavia non è ancora organizzata su uno schema linneiano in quanto colloca le superfamiglie dei Nemestrinoidea, degli Asiloidea e degli Empidoidea allo stesso livello tassonomico dei Cyclorrhapha, che in realtà è un raggruppamento di superfamiglie:
|  | Stratiomyomorpha                                                 |
|  |                                                                  |
|  | \| \| Xylophagomorpha \| \| \| \| \| \| Tabanomorpha \| \| \| \| |
|  |                                                                  |
|  | Xylophagomorpha                                                  |
|  |                                                                  |
|  | Tabanomorpha                                                     |
|  |                                                                  |

|  | Xylophagomorpha |
|  |                 |
|  | Tabanomorpha    |
|  |                 |

|  | Asiloidea                                                   |
|  |                                                             |
|  | \| \| Empidoidea \| \| \| \| \| \| Cyclorrhapha \| \| \| \| |
|  |                                                             |
|  | Empidoidea                                                  |
|  |                                                             |
|  | Cyclorrhapha                                                |
|  |                                                             |

|  | Empidoidea   |
|  |              |
|  | Cyclorrhapha |
|  |              |

|  | Asiloidea                                                   |
|  |                                                             |
|  | \| \| Empidoidea \| \| \| \| \| \| Cyclorrhapha \| \| \| \| |
|  |                                                             |
|  | Empidoidea                                                  |
|  |                                                             |
|  | Cyclorrhapha                                                |
|  |                                                             |

|  | Empidoidea   |
|  |              |
|  | Cyclorrhapha |
|  |              |

|  | Stratiomyomorpha                                                 |
|  |                                                                  |
|  | \| \| Xylophagomorpha \| \| \| \| \| \| Tabanomorpha \| \| \| \| |
|  |                                                                  |
|  | Xylophagomorpha                                                  |
|  |                                                                  |
|  | Tabanomorpha                                                     |
|  |                                                                  |

|  | Xylophagomorpha |
|  |                 |
|  | Tabanomorpha    |
|  |                 |

|  | Asiloidea                                                   |
|  |                                                             |
|  | \| \| Empidoidea \| \| \| \| \| \| Cyclorrhapha \| \| \| \| |
|  |                                                             |
|  | Empidoidea                                                  |
|  |                                                             |
|  | Cyclorrhapha                                                |
|  |                                                             |

|  | Empidoidea   |
|  |              |
|  | Cyclorrhapha |
|  |              |

|  | Asiloidea                                                   |
|  |                                                             |
|  | \| \| Empidoidea \| \| \| \| \| \| Cyclorrhapha \| \| \| \| |
|  |                                                             |
|  | Empidoidea                                                  |
|  |                                                             |
|  | Cyclorrhapha                                                |
|  |                                                             |

|  | Empidoidea   |
|  |              |
|  | Cyclorrhapha |
|  |              |

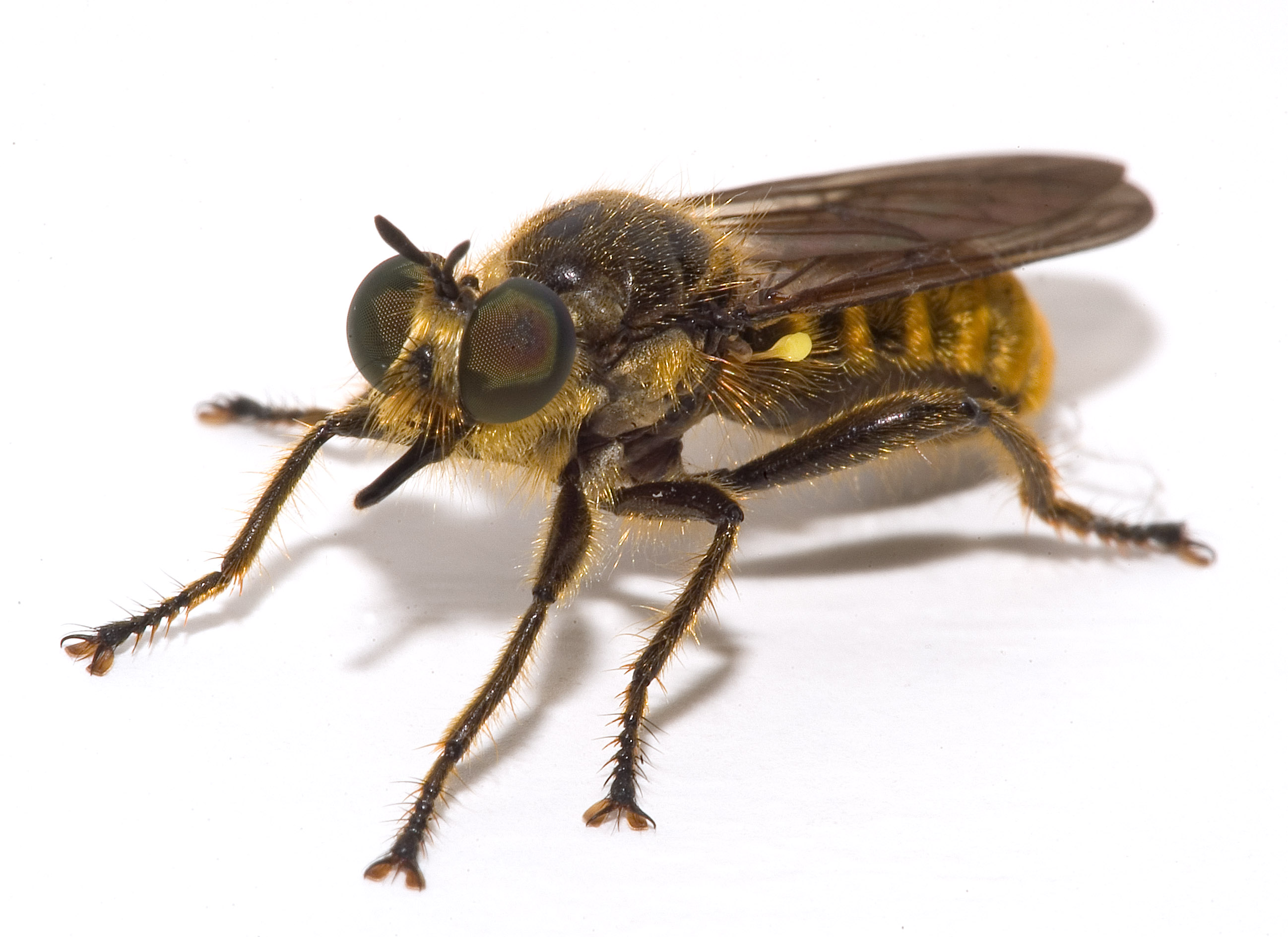
Asilidae

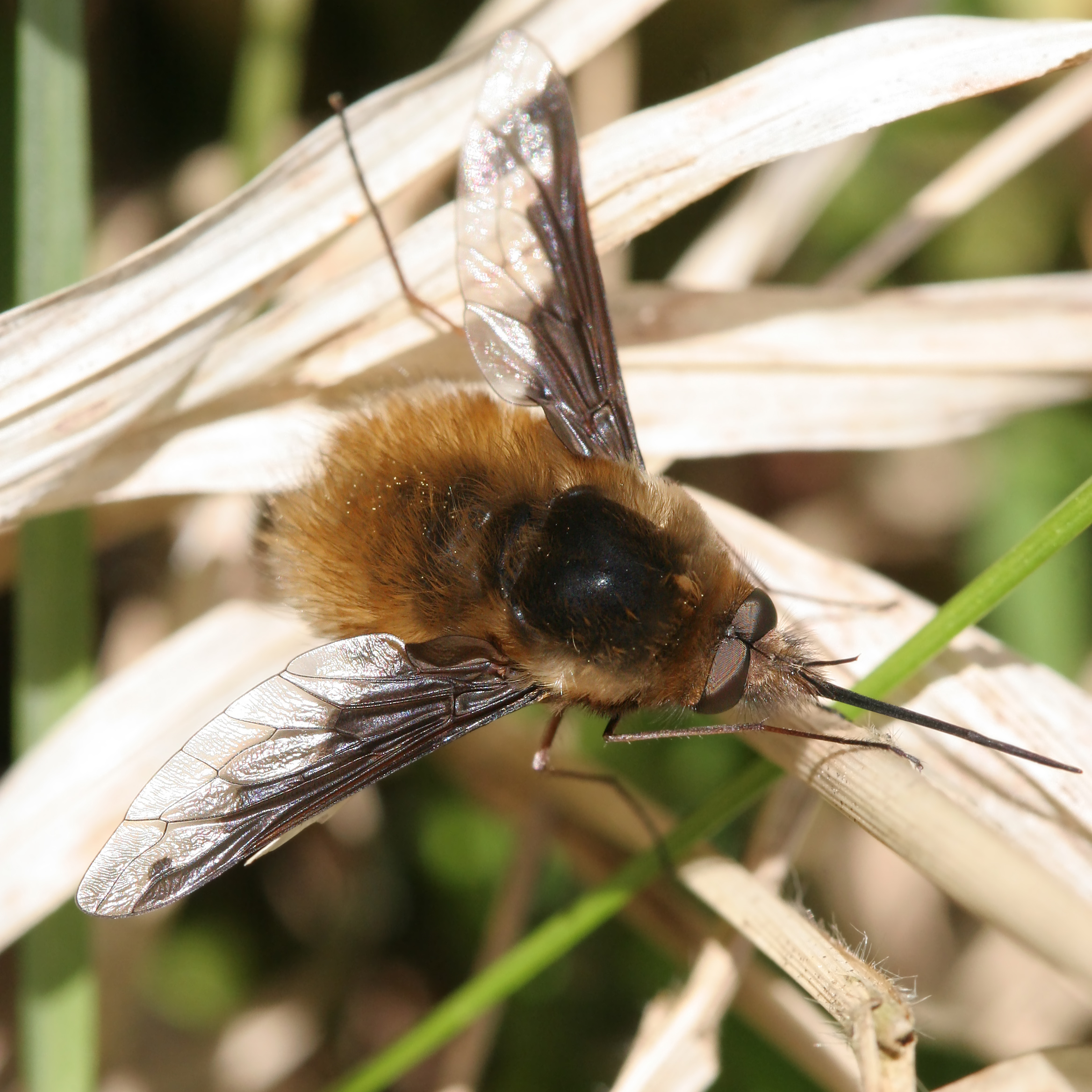
Bombyliidae

La suddivisione interna, come si è detto, è incerta riguardo all'effettiva collocazione di alcuni taxa tradizionalmente inclusi in famiglie più estese. Storicamente, gli insetti riconducibili agli Asiloidea erano inclusi nelle seguenti famiglie:
- Apioceridae
- Asilidae
- Bombyliidae
- Hilarimorphidae
- Mydidae (syn. Mydaidae)
- Scenopinidae (syn. Omphralidae)
- Therevidae

Incerta e dibattuta è stata la posizione sistematica del genere Hilarimorpha. SCHINER (1860) descrisse il genere includendolo nella famiglia degli Empididae. Nonostante una successiva ritrattazione dello stesso Autore, che attribuì l'appartenenza del genere ai Rhagionidae, MIK (1881) e WILLISTON (1888) concordarono con l'appartenenza del genere agli Empididae. In seguito, il genere trovò collocazione, secondo i vari Autori, nella famiglia dei Rhagionidae o in quella dei Therevidae o posizionato in una famiglia distinta. Nelle classificazioni più recenti ricorrono tre differenti posizioni in merito all'inquadramento di Hilarimorpha:

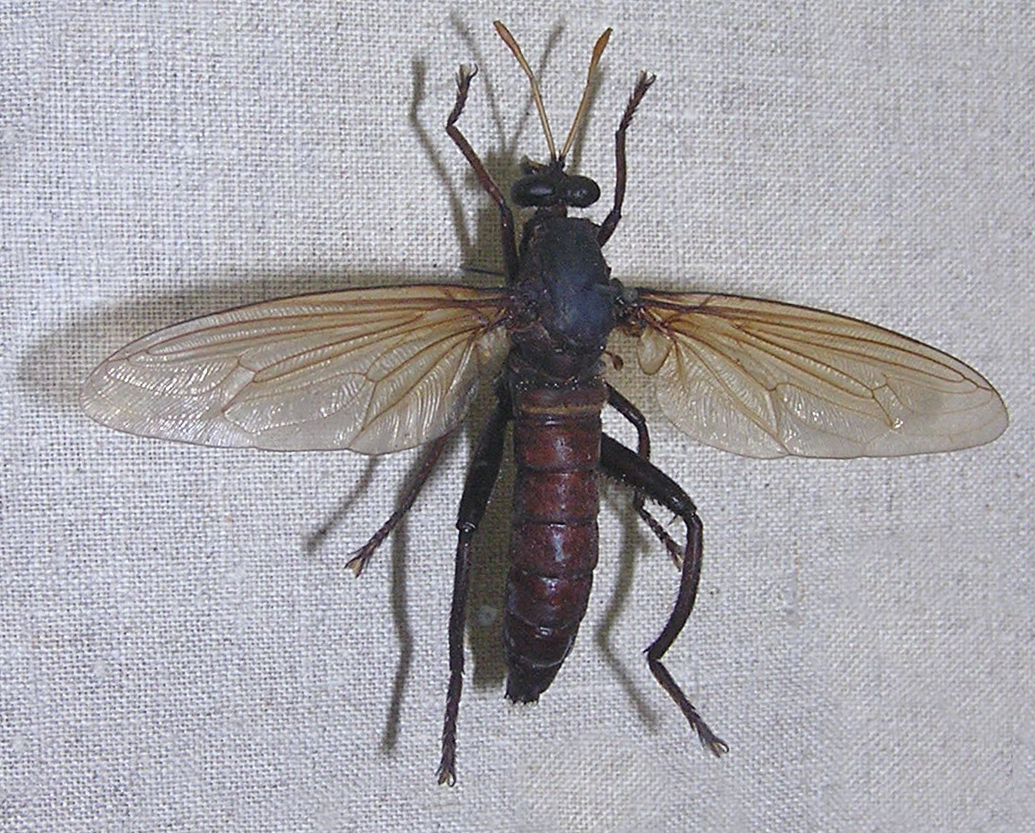
Mydidae

- Appartenenza alla famiglia dei Bombyliidae. Questa collocazione, sostenuta negli anni settanta da GRIFFITHS e HENNIG[12][13], è stata supportata anche in pubblicazioni più recenti[14]
- Appartenenza alla famiglia dei Therevidae. Sostenuta da SINCLAIR et al. (1994), che collocarono il genere in questa famiglia come incertae sedis[15], questa classificazione è tra le meno accreditate fra i più recenti orientamenti.
- Elevazione al rango di famiglia. L'inclusione in una famiglia indipendente era già contemplata in passato, ma si deve a WEBB (1981) il definitivo spostamento nell'ambito dei recenti riordini della tassonomia dei Ditteri[16]. Attualmente è la posizione sistematica più condivisa.

Oltre al caso specifico riguardante la posizione del genere Hilarimorpha, la suddivisione sistematica della superfamiglia è stata interessata dalle seguenti revisioni, in genere citate nella letteratura più recente ma non sempre pienamente riconosciute.
NAGATOMI et al. (1991) separarono dai Therevidae i generi Apsilocephala e Clesthentia, includendoli, insieme al genere di nuova descrizione Clesthentiella, in una nuova famiglia denominata Apsilocephalidae. In questa famiglia è stato recentemente inserito un altro genere di nuova descrizione, Kaurimyia.
NAGATOMI & LIU (1994) separarono dai Bombyliidae il genere Apystomyia, comprendente la sola specie Apystomyia elinguis, e lo inserirono in una famiglia propria, Apystomyiidae.
I Mythicomyiidae, comprendenti circa 350 specie, erano considerati in passato una sottofamiglia dei Bombyliidae. ZAITZEV (1991) elevò la sottofamiglia al rango di famiglia e sotto l'aspetto filogenetico la inquadrò in una linea correlata al resto degli altri Bombyliidae sensu lato. La separazione dei Mythicomyiidae è stata in seguito supportata da EVENHUIS.
YEATES et al. (2003) descrissero una nuova specie, Ocoa chilensis, includendola in una famiglia propria con il nome Ocoidae. Gli stessi Autori, tre anni più tardi, rinominarono la specie come Evocoa chilensis e, di conseguenza, anche la famiglia, con il nome Evocoidae. Sotto l'aspetto filogenetico, il genere Evocoa si colloca in un clade correlato al ramo Scenopinidae + Therevidae dopo la disgiunzione degli Apsilocephalidae. Evocoa chilensis rientrerebbe perciò nel gruppo dei "Terevoidi" (Therevidae sensu lato) nello schema tassonomico tradizionale.
Un'interpretazione più ristretta dell'inquadramento tassonomico dei Bombyliidae e dei Therevidae porta perciò alla distinzione di alcune altre famiglie, il cui riconoscimento non è comunque universalmente supportato. Secondo questo orientamento, perciò, la superfamiglia si suddividerebbe nelle seguenti famiglie:
- Apioceridae

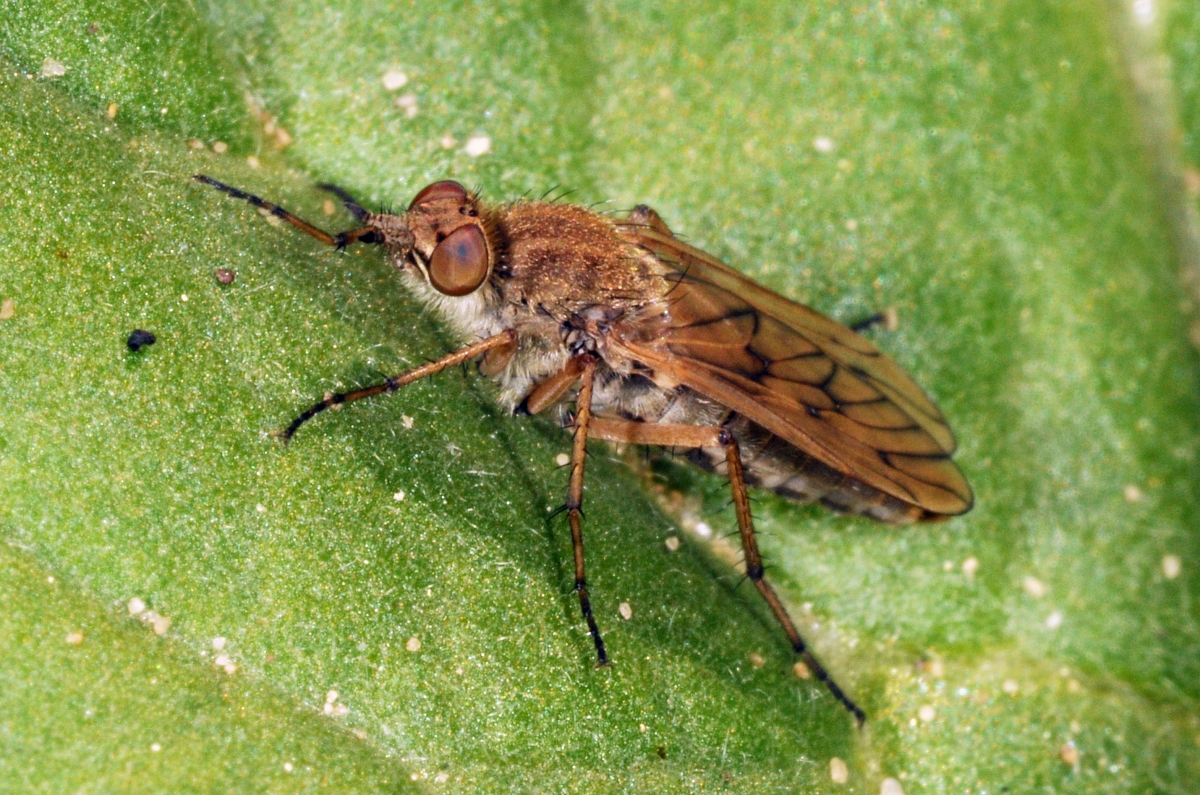
Therevidae

- Apsilocephalidae (già inclusi nei Therevidae sensu lato)
- Apystomyiidae (già inclusi nei Bombyliidae sensu lato)
- Asilidae
- Bombyliidae
- Evocoidae
- Hilarimorphidae
- Mydidae
- Mythicomyiidae (già inclusi nei Bombyliidae sensu lato)
- Scenopinidae
- Therevidae